# Josep Planchart i Martori
Josep Planchart i Martori (Sant Celoni, 5 de desembre de 1918 - Barcelona, 23 de juliol de 2015).
Un cop caiguda la dictadura fou un dels que tramità la difícil legalització d'Estat Català. Fou president d'Estat Català fins a la seva dimissió, i es crearen dues faccions en el partit: una interclassista "oficial" que compta amb els veterans del partit i tots els seus seguidors, encapçalada per Josep Planchart i una altra d'esquerres encapçalada per Jordi Miró i Riba. El sistema judicial espanyol establí que el president escollit en el VIII Congrés, del 26 de març del 2006 era Jordi Miró i Riba.